# Cratere Somerville
Somerville è un cratere lunare di 17,08 km situato nella parte sud-orientale della faccia visibile della Luna.